# Gareth Steenson
Pour les articles homonymes, voir Steenson.
Pas d'image ? Cliquez ici

a Compétitions nationales et continentales officielles uniquement.

b Matchs officiels uniquement.
Dernière mise à jour le 15 avril 2021.
Gareth Steenson, né le 5 avril 1984 à Armagh (Irlande du Nord), est un joueur nord-irlandais de rugby à XV jouant au poste de demi d'ouverture.
Il commence sa carrière professionnelle en 2006 avec les Rotherham Titans où il joue une saison, puis rejoint les Cornish Pirates où il joue également une saison, avant de s'engager avec les Exeter Chiefs où il reste pendant douze ans, de 2008 à 2020. Il aide ce club à devenir l'un des meilleurs des meilleurs d'Angleterre et y remporte dans un premier temps le Championnat d'Angleterre de 2e division en 2010 puis la Coupe anglo-galloise deux fois, le Championnat d'Angleterre à deux reprises et la Coupe d'Europe en 2020.
Il est le joueur ayant marqué le plus de points dans l'histoire des Exeter Chiefs avec 2531 points marqués en 290 matchs.

## Biographie
Gareth Steenson a joué pour l'équipe d'Irlande des moins de 19 ans en 2002 et pour l'équipe d'Irlande des moins de 21 ans en 2004.
Gareth Steenson joue dans le club des Rotherham Titans pendant une saison de 2006 à 2007, puis signe en 2007 aux Cornish Pirates où il joue une trentaine de matchs avant de rejoindre les Exeter Chiefs en 2008, jouant alors en deuxième division anglaise.
Dès sa deuxième saison au club en 2009-2010, il remporte le Championnat d'Angleterre de 2e division en battant Bristol en finale, permettant à Exeter d'être promu en en première division pour la première fois de son histoire. Steenson termine meilleur réalisateur du championnat avec 280 points marqués,.
En 2013-2014, Exeter atteint la finale de la coupe anglo-galloise qu'il remporte 15 à 8 contre Northampton. Steenson est sur la feuille de match mais n'entre pas en jeu. De même la saison suivante, les Chiefs sont finalistes de la coupe anglo-galloise et sont cette fois battus par les Saracens sur le score de 23 à 20. Steenson entre en jeu en cours de partie et transforme deux essais.
À l'issue de la saison 2015-2016, il est nommé dans l'équipe type de Premiership.
Durant la saison 2016-2017, les Chiefs terminent une fois de plus à la deuxième place du classement général du championnat anglais. Ils se qualifient donc pour les demi-finales, où ils battent les Saracens 18 à 16. Pour le match du titre, les Chiefs affrontent les Wasps, premier au classement de la saison régulière. La finale est très disputée, mais le jeu au pied de leur Gareth Steenson, capitaine de l'équipe, permet aux Chiefs de revenir au score et d'égaliser dans les derniers instants, entraînant des prolongations. Le buteur nord-irlandais, déjà décisif lors de la montée de son club en première division en 2010, devient ensuite le héros des Chiefs en passant le coup de pied de la gagne à deux minutes de la fin de cette prolongation. Les Exeter Chiefs remportent ainsi leur tout premier Championnat d'Angleterre de leur histoire,.
Durant la saison 2019-2020, son club est dans un premier temps finaliste de la Coupe d'Europe contre le Racing 92 et s'impose 31 à 27,. En championnat son équipe est également finaliste. Les Chiefs rencontrent les Wasps et l'emportent 19 à 13 réalisant ainsi le doublé Coupe d'Europe/Championnat,. Pour ces deux rencontres, Steenson est sur la feuille de match mais n'entre pas en jeu.
À l'issue de cette saison, il prend sa retraite sportive à 36 ans, après 12 saison jouées à Exeter. Il est alors le recordman de points marqué avec les Chiefs. Il décide ensuite de rejoindre le staff d'Exeter pour les saisons à venir.

## Palmarès

### En club
- Exeter Chiefs
  - Vainqueur du Championnat d'Angleterre de 2e division en 2010
  - Vainqueur de la Coupe anglo-galloise en 2014 et 2018
  - Finalise de la Coupe anglo-galloise en 2015 et 2017
  - Vainqueur du Championnat d'Angleterre en 2017 et 2020
  - Finaliste du Championnat d'Angleterre en 2016, 2018 et 2019
  - Vainqueur de la Coupe d'Europe en 2020

### Distinctions personnelles
- Meilleur réalisateur du Championnat d'Angleterre de 2e division en 2010
- Meilleur réalisateur du Championnat d'Angleterre en 2016
- Membre de l'équipe type du Championnat d'Angleterre en 2016
- Meilleur réalisateur de l'histoire des Exeter Chiefs (2531 points)